# Ilija Spasojević
Ilija Spasojević, född 11 september 1987 i Bar, Jugoslavien (nuvarande Montenegro), är en montenegrinsk fotbollsspelare. Spasojević spelar för närvarande för den indonesiska fotbollsklubben Persib Bandung. 

## Karriär

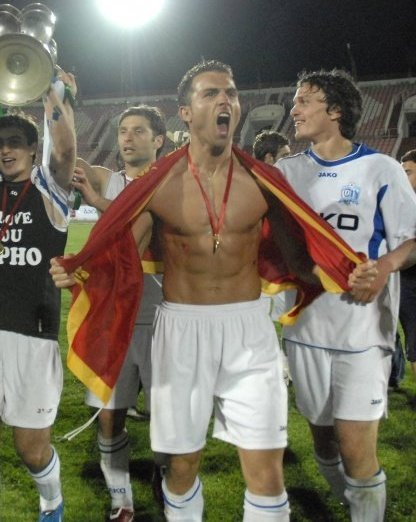
Spasojević firar vinsten av Umaghlesi Liga 2008.

Spasojević inledde sin karriär i FK Vojvodina. I juli 2005 flyttade han till Sutjeska Nikšić och efter 17 matcher och 7 mål för klubben flyttade han i juli 2006 till ČSK Pivara. Året därpå skrev han på för den georgiska huvudstadsklubben FK Dinamo Tbilisi, vinnare av Cupvinnarcupen 1981. Under sin tid i Dinamo spelade Spasojević mycket bra, då han gjorde 30 mål på 41 matcher, varefter georgisk media gav honom smeknamnet Spasogol. Under hans två säsonger för klubben vann han georgiska ligan, georgiska cupen och den georgiska supercupen. Efter detta var fler klubbar på jakt efter Spasojević och DSC Arminia Bielefeld, Bundesligaklubb vid tiden, var mycket nära att skriva ett kontrakt med spelaren men affären gick inte igenom på grund av finansiella oenigheter. Vid slutet av transferperioden, den 31 augusti 2009, närmade sig Spasojević Borac Čačak i den serbiska superligan, och halvåret senare gick han till lettiska FHK Liepājas Metalurgs. Under en kort period i Lettland gjorde han 7 mål på 10 matcher. Den 10 september 2010 flyttade han än en gång, till grekiska Trikala. Spasojević var missnöjd i Grekland och den 1 januari 2011 skrev han på ett kontrakt för indonesiska Bali Devata. 
Internationellt har Spasojević ännu inte gjort någon A-landskamp för Montenegro, men har däremot spelat 4 U21-matcher.

## Meriter
FK Dinamo Tbilisi
- Umaghlesi Liga - 2008
- Georgiska supercupen - 2008
- Georgiska cupen - 2009